# ニューヨーク市地下鉄1系統
ニューヨーク市地下鉄1系統（ニューヨークしちかてつ1けいとう）は、ニューヨーク市地下鉄Aディビジョンの運転系統。ラインカラーは赤で、IRTブロードウェイ-7番街線を通っている。ヴァン・コートランド・パーク-242丁目駅（ブロンクス区）からサウス・フェリー駅（マンハッタン区）を結んでいる。

## 歴史
1904年から1908年にかけて地下鉄が開通したとき、主な路線はマンハッタンの西側にあった。急行、各停があり、急行はラッシュアワー時にブルックリンまで走っていたが、他の列車は、シティ・ホール駅やサウス・フェリー駅までだった。IRTブロードウェイ-7番街線が最初に開通したのは1917年6月3日で、タイムズ・スクエア-42丁目駅 - ペン・ステーション-34丁目駅間だった。1918年7月1日には、サウス・フェリー駅まで路線が延長され、ウォール・ストリートなどを通ってブルックリンの方向へ向かう支線も建設された。郊外からの路線は、サウス・フェリー駅へ向かったが、急行は支線へ走り、1919年4月15日にクラーク・ストリート・トンネルの開通によりブルックリンまで路線が延びた。その後、IRTイースタン・パークウェイ線やIRTノストランド・アベニュー線、IRTニューロッツ線も開通し、フラットブッシュ・アベニュー駅やニューロッツ・アベニュー駅まで走るようになった。
2001年9月11日には、アメリカ同時多発テロによるワールド・トレード・センターの崩壊のために、その下を走っていた1系統は被害を受け、路線の運用区間および車両の運用変更を余儀なくされた。当初は、14丁目駅からヴァン・コートランド・パーク-242丁目駅までの短縮区間運行となり、その後も、運行スケジュールや停車駅、区間などが変更されたが、2002年9月15日にサウス・フェリー駅までの運行が再開された。ワールドトレードセンターの直下に位置していたコートランド・ストリート駅は閉鎖されたままであったが、再建工事が終了し2018年9月8日より駅名をWTCコートランド駅と変更し営業を再開した。

1917年6月3日から1967年10月まで使われた路線記号。R12からR36までの車輌にて提示されていた。
1967年11月から1979年6月まで使われていた路線記号。
1979年6月以降提示されている路線記号。

## 運行形態
| 路線                      | 始発                                   | 終着               | 走行線路 |
| ------------------------- | -------------------------------------- | ------------------ | -------- |
| IRTブロードウェイ-7番街線 | ヴァン・コートランド・パーク-242丁目駅 | サウス・フェリー駅 | 各駅停車 |

この路線は、時間帯による運用変更はないが、平日朝ラッシュ時のみ137丁目-シティ・カレッジ駅および車庫から出発する238丁目駅から終点のサウス・フェリー駅までを結ぶ、途中駅始終着の列車がある。平日昼間は6分間隔、土休日昼間は8分間隔で運行されている。

## 駅一覧
| 凡例                                    | 凡例                       |
| --------------------------------------- | -------------------------- |
| Stops all times                         | 終日停車                   |
| Stops all times except late nights      | 深夜を除き終日停車         |
| Stops late nights only                  | 深夜のみ停車               |
| Stops weekdays only                     | 平日のみ停車               |
| Stops rush hours in peak direction only | ラッシュ時混雑方向のみ停車 |
| Station closed                          | 閉鎖                       |
| 時間帯詳細                              |                            |

| 1系統                                         | 駅                                            | バリアフリー・アクセス                                              | 地下鉄乗り換え                                                                                | 接続・備考                                                                                                |
| --------------------------------------------- | --------------------------------------------- | ------------------------------------------------------------------- | --------------------------------------------------------------------------------------------- | --- |
| ブロンクス区                                  |                                               |                                                                     |                                                                                               | |
| ブロードウェイ-7番街線                        |                                               |                                                                     |                                                                                               | |
| Stops all times                               | ヴァン・コートランド・パーク-242丁目駅        |                                                                     |                                                                                               | |
| Stops all times                               | 238丁目駅                                     |                                                                     |                                                                                               | ラッシュ時に当駅始終の設定あり                                                                            |
| Stops all times                               | 231丁目駅                                     | バリアフリー・アクセス                                              |                                                                                               | |
| マンハッタン区                                |                                               |                                                                     |                                                                                               | |
| Stops all times                               | マーブル・ヒル-225丁目駅                      |                                                                     |                                                                                               | メトロノース鉄道ハドソン線マーブル・ヒル駅                                                                |
| Stops all times                               | 215丁目駅                                     |                                                                     |                                                                                               | ラッシュ時に当駅終着の北行列車あり                                                                        |
| Stops all times                               | 207丁目駅                                     |                                                                     |                                                                                               | Bx12セレクト・バス・サービス                                                                              |
| Stops all times                               | ダイクマン・ストリート駅                      | ↓                                                                   |                                                                                               | 南行のみ障害者対応                                                                                        |
| Stops all times                               | 191丁目駅                                     | エレベーターはセント・ニコラス・アベニュー側入口から改札階までのみ  |                                                                                               | |
| Stops all times                               | 181丁目駅                                     | エレベーターは改札-中間階のみで、地上階とホームにエレベーターはない |                                                                                               | ジョージ・ワシントン・ブリッジ・バスステーション                                                          |
| Stops all times                               | 168丁目駅                                     | エレベーターは地上-改札間のみ                                       | A C (IND8番街線)                                                                              | |
| Stops all times                               | 157丁目駅                                     |                                                                     |                                                                                               | Bx6セレクト・バス・サービス                                                                               |
| Stops all times                               | 145丁目駅                                     |                                                                     |                                                                                               | |
| Stops all times                               | 137丁目-シティ・カレッジ駅                    |                                                                     |                                                                                               | ラッシュ時に当駅終着の北行列車あり                                                                        |
| Stops all times                               | 125丁目駅                                     |                                                                     |                                                                                               | |
| Stops all times                               | 116丁目-コロンビア大学駅                      |                                                                     |                                                                                               | ラガーディア空港方面M60セレクト・バス・サービス                                                           |
| Stops all times                               | カテドラル・パークウェイ-110丁目駅            |                                                                     |                                                                                               | |
| Stops all times                               | 103丁目駅                                     |                                                                     |                                                                                               | |
| Stops all times                               | 96丁目駅                                      | バリアフリー・アクセス                                              | 2 3                                                                                           | |
| Stops all times                               | 86丁目駅                                      |                                                                     | 2                                                                                             | M86セレクト・バス・サービス                                                                               |
| Stops all times                               | 79丁目駅                                      |                                                                     | 2                                                                                             | M79セレクト・バス・サービス                                                                               |
| Stops all times                               | 72丁目駅                                      | バリアフリー・アクセス                                              | 2 3                                                                                           | |
| Stops all times                               | 66丁目-リンカーン・センター駅                 | バリアフリー・アクセス                                              | 2                                                                                             | |
| Stops all times                               | 59丁目-コロンバス・サークル駅                 | バリアフリー・アクセス                                              | 2 A B C D (IND8番街線)                                                                        | |
| Stops all times                               | 50丁目駅                                      |                                                                     | 2                                                                                             | |
| Stops all times                               | タイムズ・スクエア-42丁目駅                   | バリアフリー・アクセス                                              | 2 3 7 (IRTフラッシング線) A C E (IND8番街線) N Q R W (BMTブロードウェイ線) S (42丁目シャトル) | ポート・オーソリティ・バスターミナル                                                                      |
| Stops all times                               | 34丁目-ペン・ステーション駅                   | バリアフリー・アクセス                                              | 2 3                                                                                           | M34/M34Aセレクト・バス・サービス アムトラック、LIRR、ニュージャージー・トランジット (ペンシルベニア駅)    |
| Stops all times                               | 28丁目駅                                      |                                                                     | 2                                                                                             | |
| Stops all times                               | 23丁目駅                                      |                                                                     | 2                                                                                             | M23セレクト・バス・サービス                                                                               |
| Stops all times                               | 18丁目駅                                      |                                                                     | 2                                                                                             | |
| Stops all times                               | 14丁目駅                                      |                                                                     | 2 3 F <F> M (IND6番街線) L (BMTカナーシー線)                                                  | PATH14丁目駅                                                                                              |
| Stops all times                               | クリストファー・ストリート-ストーンウォール駅 |                                                                     | 2                                                                                             | PATHクリストファー・ストリート駅                                                                          |
| Stops all times                               | ハウストン・ストリート駅                      |                                                                     | 2                                                                                             | |
| Stops all times                               | キャナル・ストリート駅                        |                                                                     | 2                                                                                             | |
| Stops all times                               | フランクリン・ストリート駅                    |                                                                     | 2                                                                                             | |
| Stops all times                               | チェンバーズ・ストリート駅                    | バリアフリー・アクセス                                              | 2 3                                                                                           | |
| ブロードウェイ-7番街線 (サウス・フェリー方面) |                                               |                                                                     |                                                                                               | |
| Stops all times                               | WTCコートランド駅                             | バリアフリー・アクセス                                              |                                                                                               | PATHワールド・トレード・センター駅                                                                        |
| Stops all times                               | レクター・ストリート駅                        |                                                                     |                                                                                               | |
| Stops all times                               | サウス・フェリー駅                            | バリアフリー・アクセス                                              | N R W (BMTブロードウェイ線)                                                                   | M15セレクト・バス・サービス スタテン島フェリー (スタテンアイランド・フェリー・ホワイトホール・ターミナル) |